# Gunungwangi (Kaligesing)
Gunungwangi is een bestuurslaag in het regentschap Purworejo van de provincie Midden-Java, Indonesië. Gunungwangi telt 193 inwoners (volkstelling 2010).